# Sentimental (canción de Joan Sebastian)
«Sentimental» es una canción del cantautor mexicano Joan Sebastian, lanzada como el primer sencillo y tema principal del álbum de estudio número 29 de Sebastián Afortunado. Escrita y producida por Sebastián, a menudo se considera una de sus canciones emblemáticas. 
La canción debutó en el puesto 42 en la lista Billboard Hot Latin Songs y alcanzó el puesto número  después de pasar ocho semanas después, convirtiéndose en la tercera entrada de Sebastián entre los diez primeros en la lista.

## Gráficos
| Lista (2000)                     | Mejor posición |
| -------------------------------- | -------------- |
| Estados Unidos (Hot Latin Songs) | 42             |